# Sierra Mist
Sierra Mist fue una bebida gaseosa de sabor lima-limón y libre de cafeína, introducida por PepsiCo en 1999 y lanzada a nivel nacional en los Estados Unidos en el año siguiente. La marca tenía como objetivo competir con Sprite y 7 Up.
La bebida pasó a llamarse Mist Twst en 2016, pero volvió a llamarse Sierra Mist en 2018. A principios de 2023, la bebida fue reemplazada por Starry.

## Historia
Durante el verano de 1999, Sierra Mist fue introducida con éxito en restaurantes y tiendas, y su lanzamiento nacional se concretó en 2000, reemplazando a Slice limón-lima y al producto experimental Storm. El nombre Sierra Mist fue seleccionado tras estudios de mercado en los que participaron 2000 personas, y fue elegido entre más de 1000 opciones posibles.
En ese mismo período se presentó una versión dietética, Diet Sierra Mist, que entre 2004 y 2008 fue comercializada bajo el nombre Sierra Mist Free, antes de regresar a su denominación original en noviembre de 2008. Inicialmente, el producto fue distribuido en dos tercios del territorio continental de Estados Unidos. En enero de 2003, varios embotelladores de PepsiCo que aún producían 7 Up realizaron la transición a Sierra Mist.
Desde 2000 hasta 2006, Sierra Mist fue endulzada con una combinación de jarabe de maíz de alta fructosa y azúcar. A partir de 2006 y hasta 2010, la bebida pasó a estar endulzada exclusivamente con jarabe de maíz de alta fructosa. Los demás ingredientes incluían agua carbonatada, ácido cítrico, saborizantes naturales, benzoato de potasio, citrato de potasio, ácido ascórbico y edetato cálcico sódico. Por su parte, Diet Sierra Mist estaba endulzada con aspartamo y acesulfamo-K.
En 2005, comenzó a emitirse una serie de comerciales con un grupo de comediantes de improvisación llamados Mist-Takes, un juego de palabras con «mistakes» (en español: errores). Estos anuncios presentaban a los comediantes Nicole Sullivan, Debra Wilson, Aries Spears, Jim Gaffigan y Michael Ian Black. En 2006, Kathy Griffin, Tracy Morgan y Guillermo Díaz se unieron al elenco. Díaz, junto a otros miembros del programa mexicano Otro rollo, protagonizó las versiones en español de los comerciales. En 2007, Nicole Randall Johnson y Eliza Coupe se incorporaron al elenco, reemplazando a Debra Wilson y Kathy Griffin.
A finales de 2006, PepsiCo lanzó Sierra Mist Cranberry Splash, una edición especial con sabor a arándano rojo, disponible exclusivamente durante la temporada de vacaciones de invierno. Esta variedad regresó estacionalmente en los otoños de 2007, 2008, 2009 y 2010, junto con su versión dietética, Diet Sierra Mist Cranberry Splash. La versión dietética pasó a llamarse temporalmente Sierra Mist Free Cranberry Splash en 2007.
En mayo de 2007, se introdujo Sierra Mist Lemon Squeeze, una edición limitada que ofrecía un mayor contenido de sabor a limón. Esta versión estuvo disponible hasta septiembre del mismo año.
En diciembre de 2007, PepsiCo registró las marcas Sierra Mist Undercover Orange y Sierra Mist Free Undercover Orange. Ambas bebidas fueron lanzadas durante el verano de 2008 como productos promocionales vinculados al estreno de la película Get Smart de Warner Bros., que se estrenó el 20 de junio de ese mismo año. Las etiquetas de los envases presentaban imágenes de los actores Steve Carell y Anne Hathaway, protagonistas del filme. Las dos variantes eran refrescos transparentes, similares a las versión original y dietética de Sierra Mist, pero con un sabor a mandarina.
En 2008, la lata de Sierra Mist fue rediseñada como parte de una renovación general de la línea de productos de PepsiCo. Durante este proceso, Sierra Mist Free retomó su nombre original como Diet Sierra Mist. En 2010, el logotipo de Sierra Mist fue rediseñado nuevamente, adoptando un estilo retro con una tipografía similar a la utilizada en el actual diseño de Pepsi.
En 2009, se lanzaron las variantes Sierra Mist Ruby Splash, con sabor a toronja, y Diet Sierra Mist Ruby Splash. La versión original fue descontinuada en 2010, mientras que la versión dietética permaneció en el mercado hasta 2011.

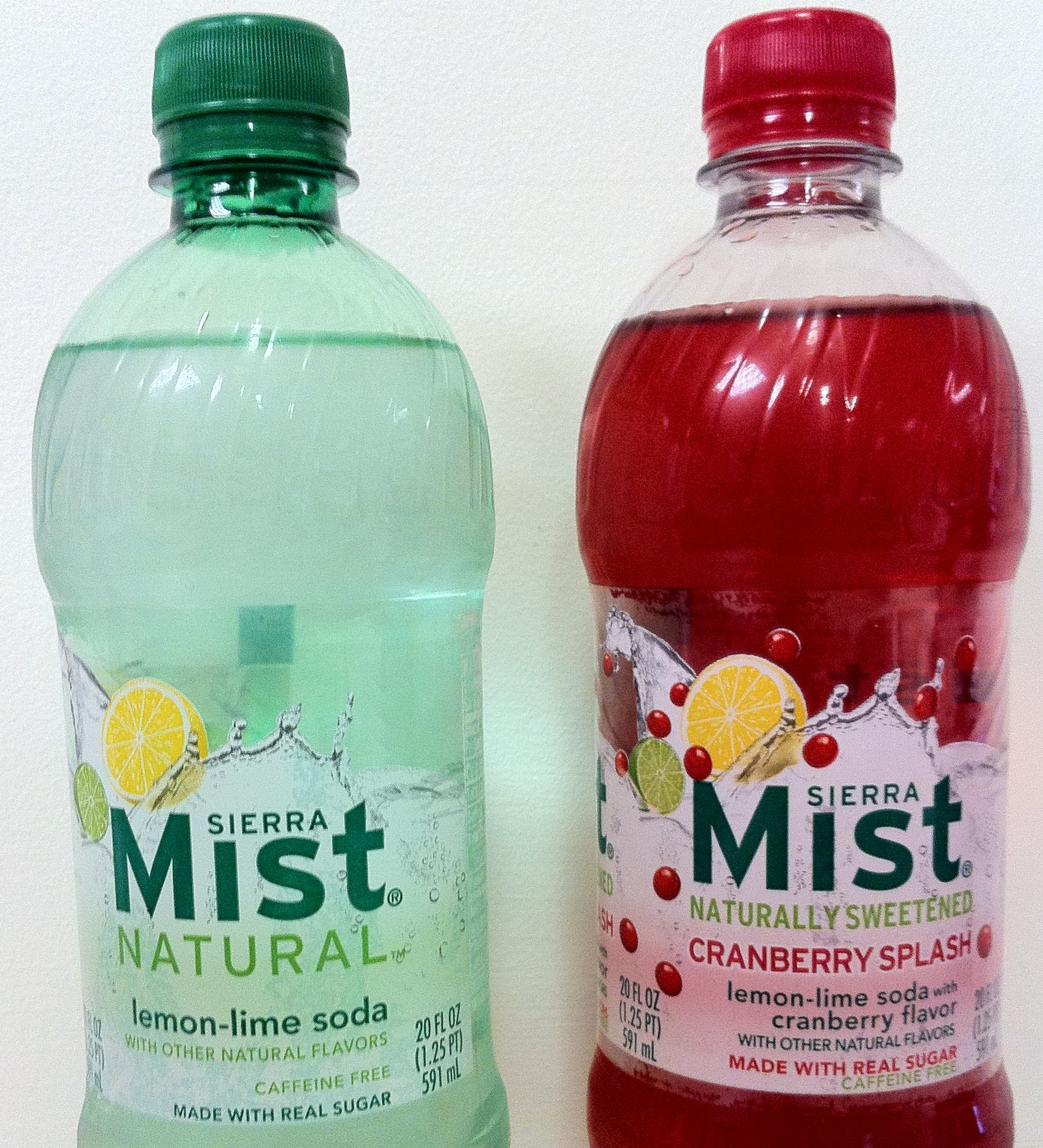
Los envases de 2010 de la Sierra Mist Natural y la Sierra Mist Cranberry Splash.

En agosto de 2010, se lanzó Sierra Mist Natural, una reformulación del refresco elaborada con sacarosa y otros ingredientes naturales. Esta versión sustituyó a la fórmula original que utilizaba jarabe de maíz de alta fructosa. Tres años después, el producto comenzó a comercializarse simplemente bajo el nombre de Sierra Mist. En 2014, se añadió estevia, un edulcorante natural, a la receta para reducir aún más el contenido calórico de la bebida.
En 2012, se lanzó Sierra Mist Strawberry Kiwi Splash, una bebida de edición limitada con sabor a fresa y kiwi, disponible únicamente durante ese año.
En diciembre de 2015, PepsiCo anunció que la marca sería renombrada como Mist Twst a partir de la primavera de 2016. Con este cambio, se reintrodujo la fórmula original elaborada con jarabe de maíz de alta fructosa. Ese mismo año, también se lanzó Mist Twst Cherry, una nueva variante con sabor a fresa.
En 2018, la marca recuperó su nombre original, Sierra Mist. Con este relanzamiento, se reintrodujo la fórmula elaborada con sacarosa y la versión dietética pasó a llamarse Sierra Mist Zero Sugar.
En enero de 2023, PepsiCo anunció la discontinuación definitiva de la marca, que fue reemplazada por una nueva bebida llamada Starry.

## Patrocinio
PepsiCo, y a su vez Sierra Mist, fue un patrocinador oficial de la Major League Soccer desde la primera temporada de la liga en 1996 hasta 2015. Entre 2004 y 2010, Sierra Mist desempeñó el rol de patrocinador principal. Además, la marca patrocinó a dos clubes de la liga: el New England Revolution y el D. C. United.

## Variantes

### Antiguas

#### Marca Sierra Mist
- Sierra Mist (1999-2010 y 2016-2018), versión con JMAF.
- Diet Sierra Mist/Sierra Mist Zero Sugar (2000-2016 y 2018-2023).
- Sierra Mist Free (2004-2008), nombre temporal de Diet Sierra Mist.
- Sierra Mist Cranberry Splash (2006-2016)
- Diet Sierra Mist Cranberry Splash (2006-2016)
- Sierra Mist Free Cranberry Splash (2007), nombre temporal de Diet Sierra Mist Cranberry Splash.
- Sierra Mist Lemon Squeeze (2007)
- Sierra Mist Undercover Orange (2008), producto promocional para la película Get Smart.
- Sierra Mist Free Undercover Orange (2008), producto promocional para la película Get Smart.
- Sierra Mist Ruby Splash (2009-2010)
- Diet Sierra Mist Ruby Splash (2009-2011)
- Sierra Mist Natural/Sierra Mist (2010-2016 y 2018-2023).
- Sierra Mist Strawberry Kiwi Splash (2012)

#### Marca Mist Twst
- Mist Twst (2016-2018)
- Diet Mist Twst (2016-2018)
- Mist Twst Cherry (2016-2018)
- Mist Twst Cranberry (2016-2018)
- Diet Mist Twst Cranberry (2016-2018)